# ウッドストック (曲)
「ウッドストック」 (Woodstock) は、ジョニ・ミッチェルが作詞作曲した、ウッドストック・フェスティバルについての楽曲。
レコードとしてはクロスビー、スティルス、ナッシュ&ヤングのバージョンがひと月先にリリースされた。

## 概要
ジョニ・ミッチェルは、当時ボーイフレンドだったグラハム・ナッシュからウッドストック・フェスティバルについて聞いた話をもとにこの歌を作った。彼女自身は、1969年8月に開催された同フェスティバルには出かけていなかった。それはマネージャーから（ウッドストックに出るよりも）『The Dick Cavett Show』に出演する方が有利だと言われていたためであった。ミッチェルはニューヨーク市のホテルの部屋で、フェスティバルについて報道するテレビを見ながらこの歌を書いた。直後のインタビューでミッチェルは、「自分は行けなかった、という喪失感が、ウッドストックに対する強烈な見方を私に与えてくれたのよ (The deprivation of not being able to go provided me with an intense angle on Woodstock)」と語った。
同年9月13日から14日にかけてカリフォルニア州ビッグサーで開催された「ビッグサー・フォーク・フェスティバル」で「ウッドストック」を披露。このときの演奏は、1971年に公開された映画『Celebration at Big Sur』の中で見ることができる。この演奏は、その後、大規模なフェスティバルで演奏することを嫌うようになっていったミッチェルにとって、例外的なものとなった。
1970年4月発売の3枚目のアルバム『レディズ・オブ・ザ・キャニオン』に収録。また同月にシングルカットされた「ビッグ・イエロー・タクシー」のB面に収められた。
ミッチェルのオリジナル・バージョンは、ソロ・ボーカル、マルチトラック・レコーダーで多重録音された複数のバッキング・ボーカル、トレモロのかかったウーリッツァーのエレクトリックピアノ（Wurlitzer electric piano）と、いずれもミッチェル自身による演奏となっている。ただし、その後の再レコーディングでは、いずれも全面的にバンド・サウンドの伴奏が付けられるようになった。
1974年のライブ・アルバム『マイルズ・オブ・アイルズ』、1980年のライブ・アルバム『シャドウズ・アンド・ライト』、2009年のライブ・アルバム『アムチトカ』（録音は1970年）にそれぞれライブ・バージョンが収録されている。

## クロスビー、スティルス、ナッシュ&ヤング
クロスビー、スティルス、ナッシュ&ヤングのバージョンは、1970年3月11日にシングルA面として発表された。B面はニール・ヤングが書いた「ヘルプレス」。同日発売のアルバム『デジャ・ヴ』に収録された。リード・ボーカルはスティーヴン・スティルスである。
5月9日から5月16日にかけてビルボード・Hot 100において2週連続で11位を記録した。
映画『ウッドストック/愛と平和と音楽の三日間』のエンディングで彼らのバージョンが流れるが、アルバム収録のものとは別のバージョンである。そのほか、1991年に発売されたボックスセット『CSN』に収録されたバージョンはミックスが異なる。

## その他のバージョン
- マシューズ・サザン・コンフォート - 1970年のシングル。全英シングルチャートの首位に3週間とどまった。
- ジ・アセンブルド・マルティテュード - 1970年のインストゥルメンタル盤は、全米チャートの79位に到達した。
- トム・スコット - 1972年のアルバム『Great Scott!』に収録[12]。
- ビッグ・カントリー - 1993年のシングル。
- タック&パティ - 1994年のアルバム『Learning How to Fly』に収録。
- ジェームス・テイラー - 1997年、ロックの殿堂の第12回殿堂入り授賞式において、殿堂入りしたクロスビー、スティルス、ナッシュ&ヤングを讃えて演奏。
- エヴァ・キャシディ - 2000年のアルバム『Time After Time』に収録。
- アメリカ - 2011年のアルバム『Back Pages』に収録。
- ティアニー・サットン - 2013年のアルバム『After Blue』に収録。
- デヴィッド・クロスビー - 2018年のアルバム『ヒア・イフ・ユー・リッスン』に収録。

## 備考
- デヴィッド・クロスビーは、ドキュメンタリー『Joni Mitchell: Woman of Heart and Mind』のインタビューの中で、ミッチェルはウッドストック・フェスティバルの感性と重要性を、実際にその場にいた誰よりも上手に捉えたのだ、と語っている[13]。
- コーラスの歌詞にある「We are billion year old carbon（私たちは 10億年経った炭素だ）」という句は、1960年代について書かれたコーリー・メスラー (Corey Mesler) の2006年の小説の題名に使われた[14]。